# نمشوا
نمشوا (به مجاری: Nemsó) یک شهرک در اسلواکی با جمعیت ۶٬۱۳۶ نفر است که در Trenčín District واقع شده‌است.